# 82 Pułk Artylerii Przeciwlotniczej
82 Pułk Artylerii Przeciwlotniczej (82 paplot) – oddział artylerii przeciwlotniczej ludowego Wojska Polskiego.

## Formowanie i zmiany organizacyjne
Na podstawie rozkazu Nr 0044/Org. Ministra Obrony Narodowej z  17 maja 1951, w garnizonie Rogowo, w składzie 16 Dywizji Artylerii Przeciwlotniczej i według etatu Nr 4/67 sformowany został 82 pułk artylerii przeciwlotniczej. Organizacja jednostki zakończona został w październiku 1952. Na podstawie zarządzenia Nr 077/Org. szefa SG WP z dnia 19 września 1960 pułk przeformowany został na nowy etat. 
Na podstawie rozkazu Nr 0126/Org. Ministra Obrony Narodowej z dnia 3 września 1963 oraz zarządzenia Nr 0133/Org. szefa SG WP z dnia 13 września 1963 rozformowana została 16 DAPlot, a 82 paplot podporządkowany został dowódcy Pomorskiego Okręgu Wojskowego.
Na podstawie rozkazu Nr 025/MON Ministra Obrony Narodowej z 30 września 1967 oddział przejął tradycje i nazwę 75 pułku artylerii przeciwlotniczej.

## Dowódcy pułku
- mjr Czesław Otrębski (1952-1953)
- mjr Tadeusz Kiczkowiak (1953-1955)
- mjr Marian Stefaniuk (1955-1959)
- ppłk Stanisław Zakrzewski (1959-1961)
- ppłk dypl. Jan Malanda (1961-1965)
- ppłk dypl. Józef Pawełko (1965-1971)

## Struktura organizacyjna
- dowództwo
- pluton dowodzenia
- 4 baterie artylerii przeciwlotniczej 85 mm
- bateria szkolna
- pluton remontowy
- pluton gospodarczy

Każda z czterech baterii ogniowych składała się z plutonu dowodzenia, plutonu przyrządów i plutonu ogniowego.
Na uzbrojeniu i wyposażeniu pułku znajdowało się osiemnaście 85 mm armat przeciwlotniczych wzór 1939, pięć przyrządów centralnych PAUZO-3 i pięć dalmierzy.